# Thyborøn
Thyborøn är en dansk tätort med 2 035 invånare (2018) i Lemvigs kommun i Västjylland, vid Thyborøn Kanal mellan Nordsjön och Limfjorden. Thyborøn var huvudort i Thyborøn-Harboøre kommun till 2006.
Hamnen anlades 1915–1918 och är med mer än 110 hemmahörande fiskefartyg, med en total bruttotonnage på runt 15 000, en av Danmarks största fiskehamnar. I närheten av  hamnen ligger ett ankare från den ryska örlogsfregatten Aleksander Nevskij som förliste den 25 november 1868 utanför Harboøre Tange. Ankaret, som påträffades 1958, mäter fem meter och väger fem ton.
Orten är slutstation för Lemvigbanen (Vemb-Lemvig-Thyborøn Jernbane), som  folkmusikgruppen Tørfisk från Thyborøn sjöng om i låten VLTJ.
Vid Thyborøn ligger Festung Thyborøn, som är en av de största försvarsanläggningarna som anlades av tyskarna under ockupationen av Danmark under andra världskriget. 66 större  och 40 mindre bunkrar och kanonställningar anlades för att försvara inloppet till Limfjorden.
I Thyborøn invigdes 2016 ett krigsminnesmärke över Skagerrakslaget under första världskriget bestående av 25 upp till 3,5 meter höga skulpturer i röd bohusgranit utformade som skeppsstävar. I anslutning till dessa finns ett antal 1,2 meter höga skulpturer.

## Väderstation
I Thyborøn finns en av Danmarks Meteorologiske Instituts väderstationer. Vindobservationer från denna station har ingått i den svenska Sjörapporten men har efterträtts av observationer från Thorsminde.

## Thyborøn Redningsstation
Thyborøn Redningsstation inrättades 1933 med motorrräddningsbåt, räddningspråm och raketapparat. Den ersatte filialstationen Tyborøn‐Nord från 1895 som hade en räddningsbåt. Thyborøn Redningsstation, som fortfarande är i drift, förfogar över  sjöräddningskryssaren MRB Martha Lerche från 1970, Fast Rescue Boat FRB 16 av typen Marine Partner Alusafe samt en terränggående pickup av typ Ford Raptor.

## Fotogalleri

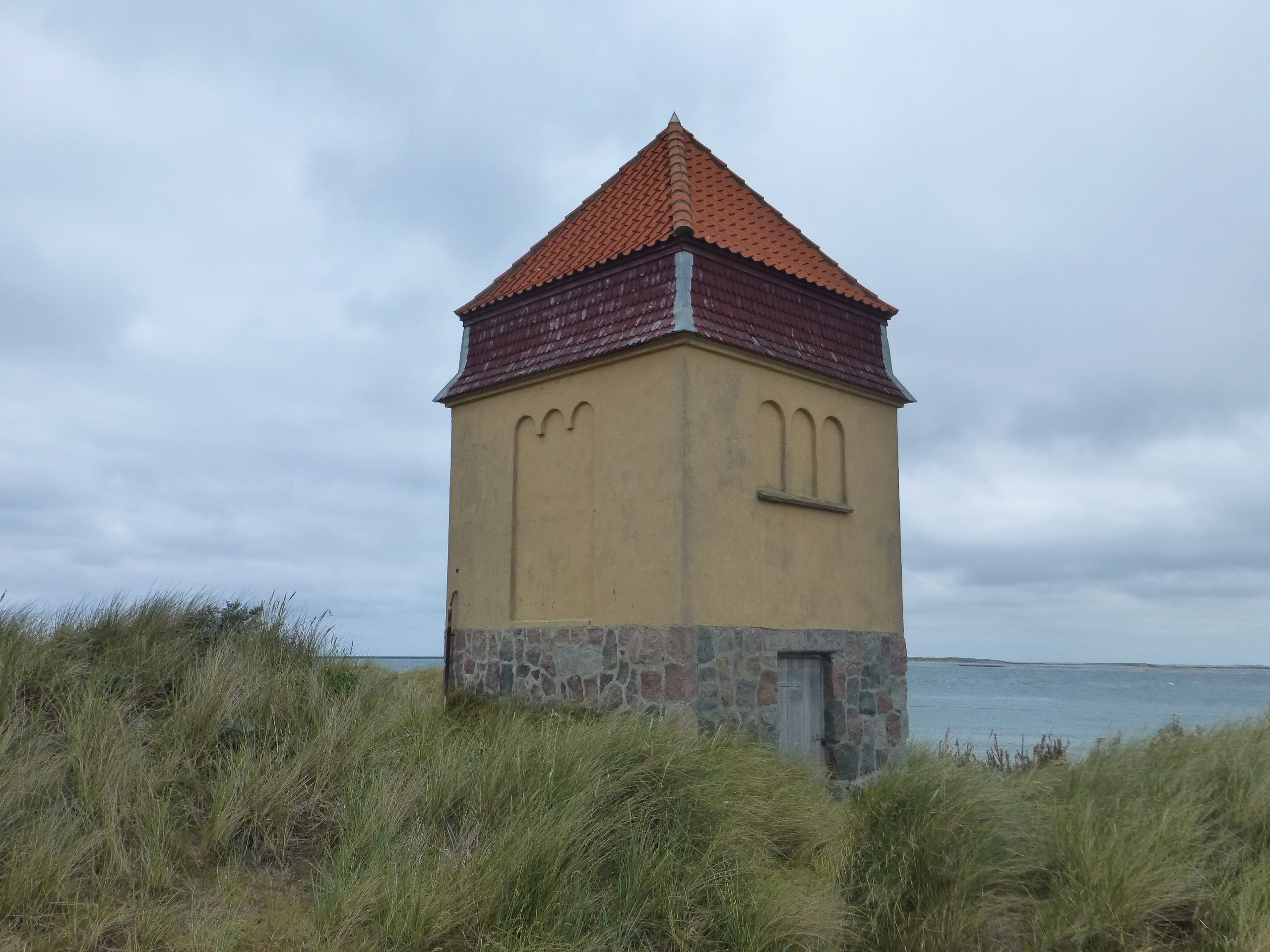
Transformatorstation
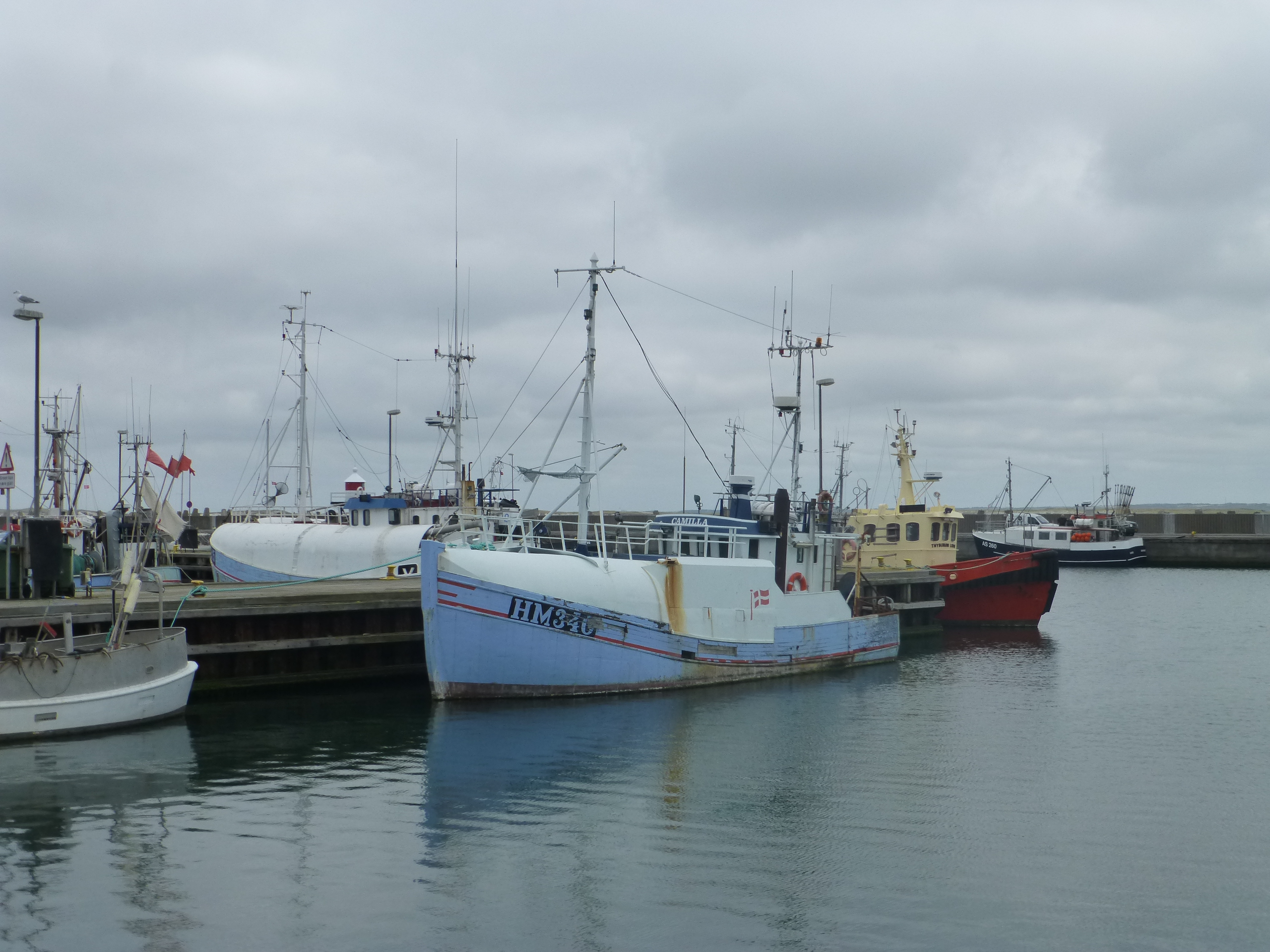
Thyborøns hamn
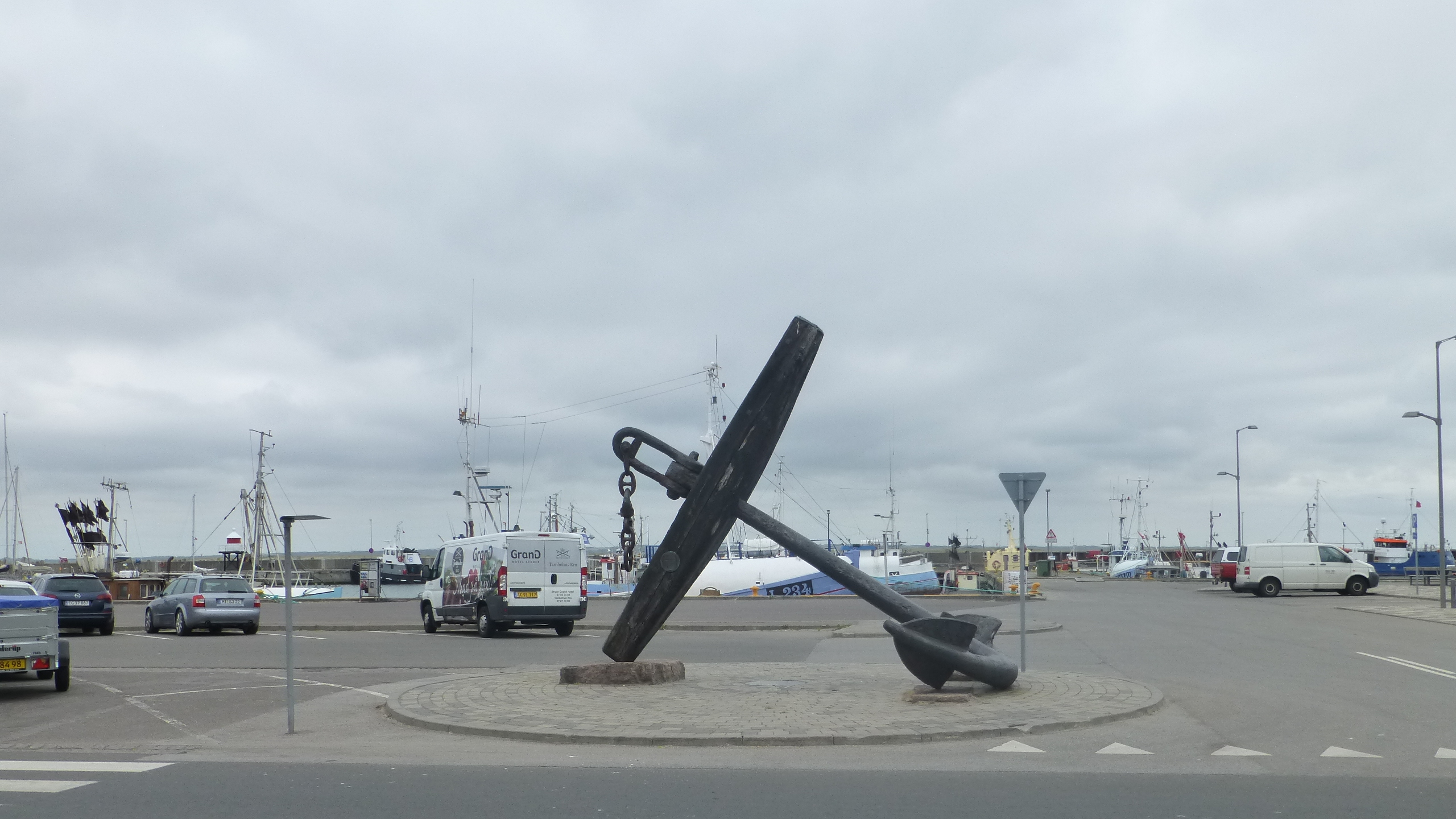
Ankaret från fregatten Alexander Nevskij
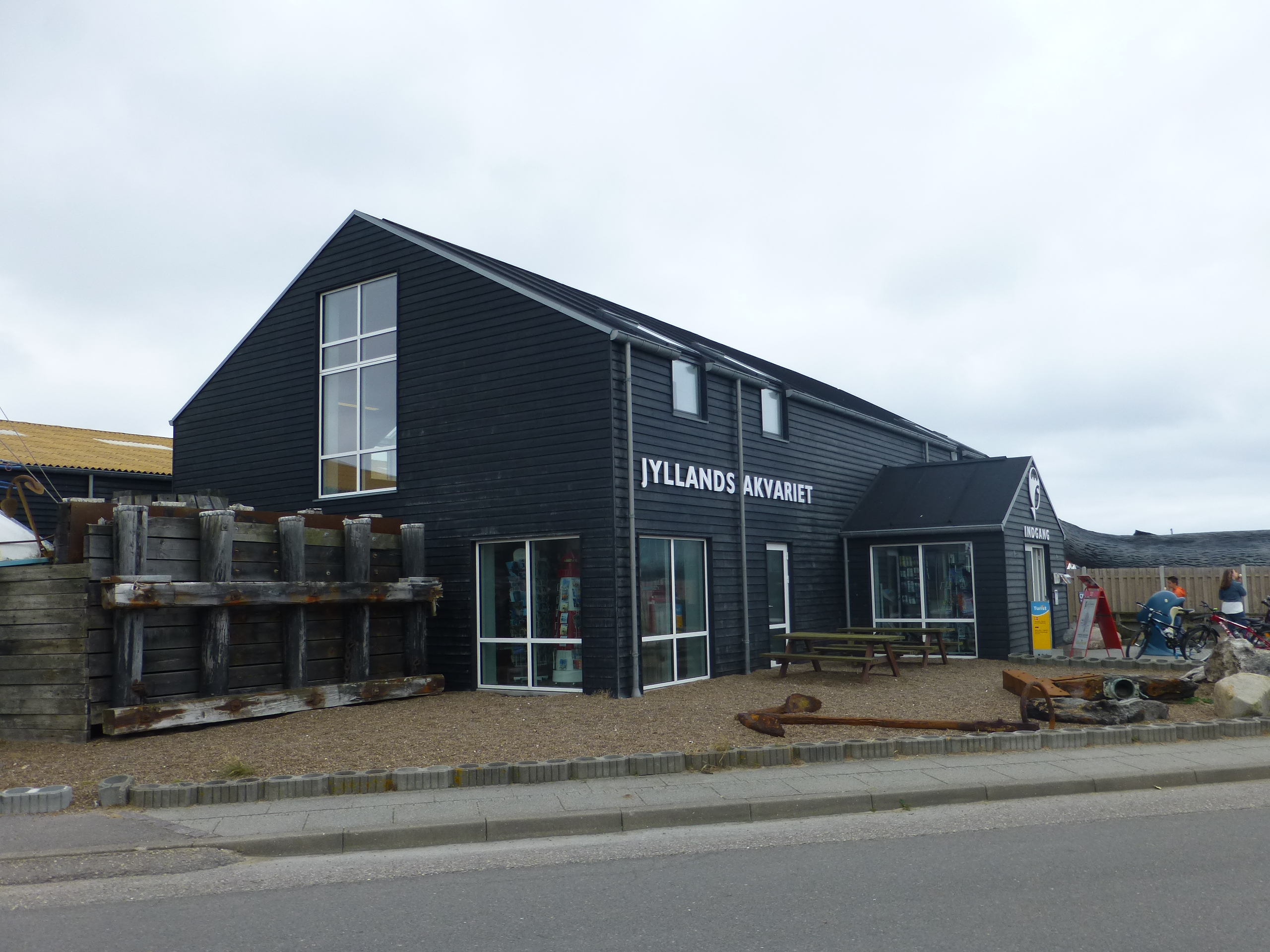
Jyllandsakvariet
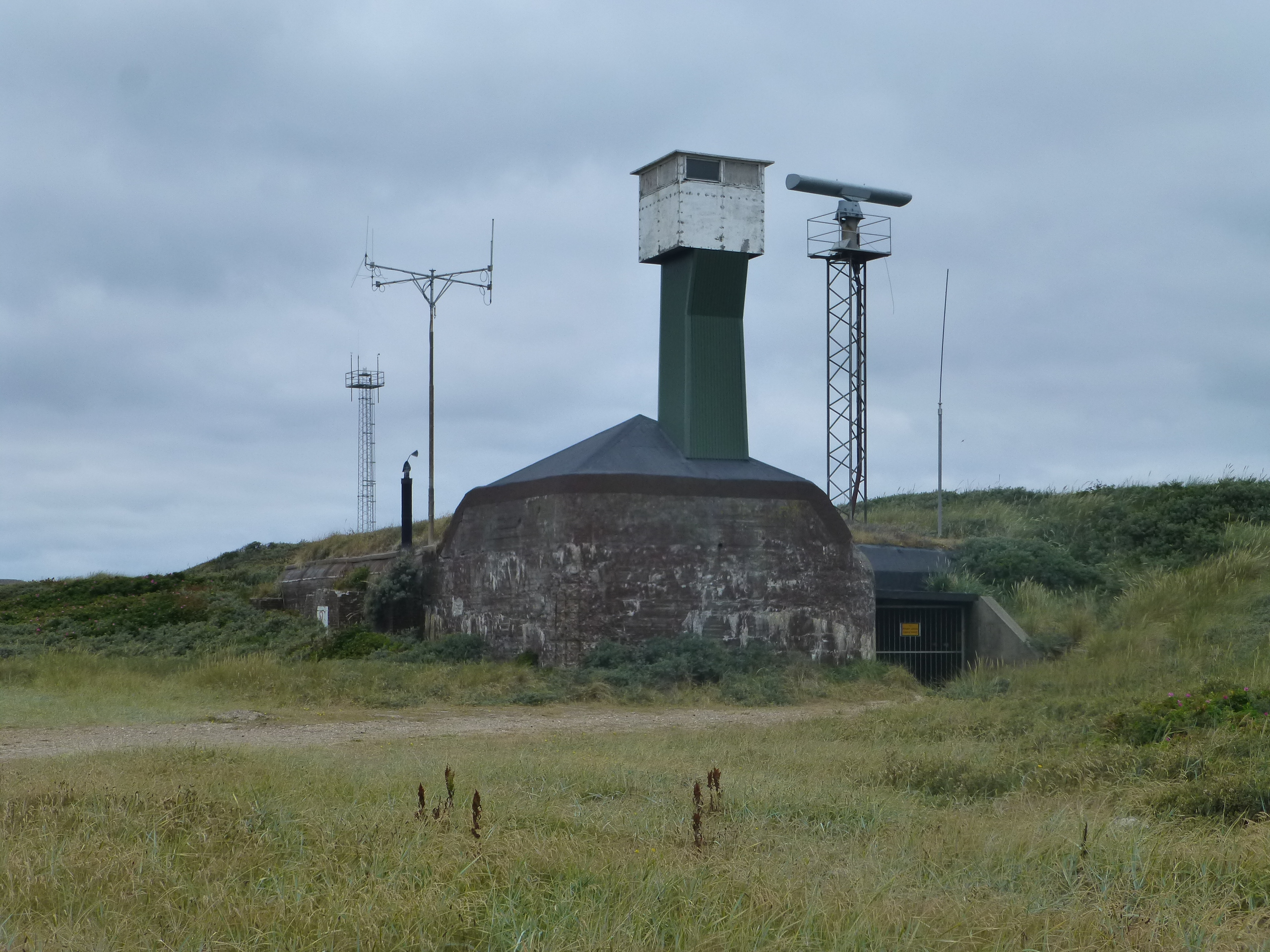
Festung Thyborøn
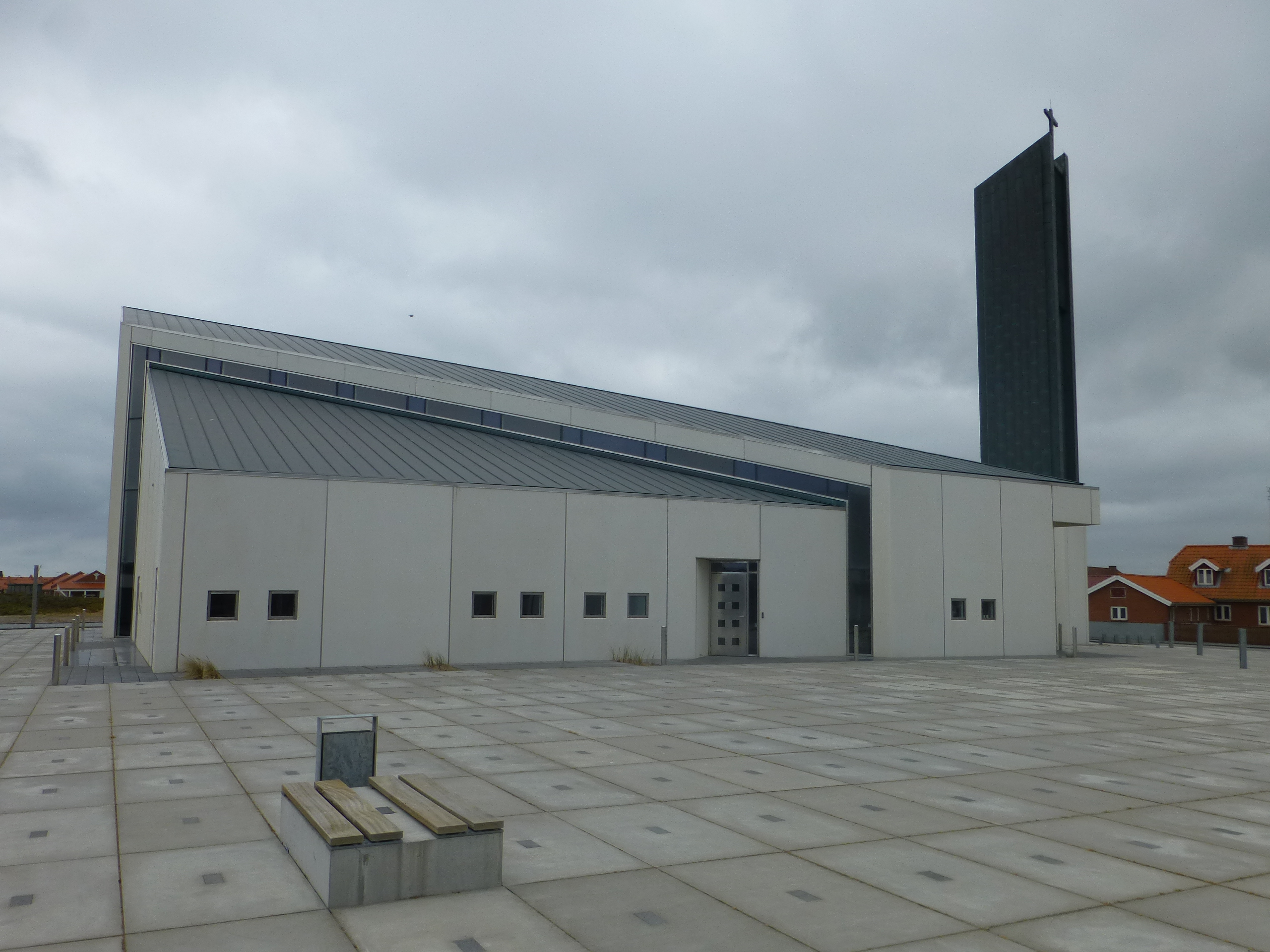
Thyborøns kyrka
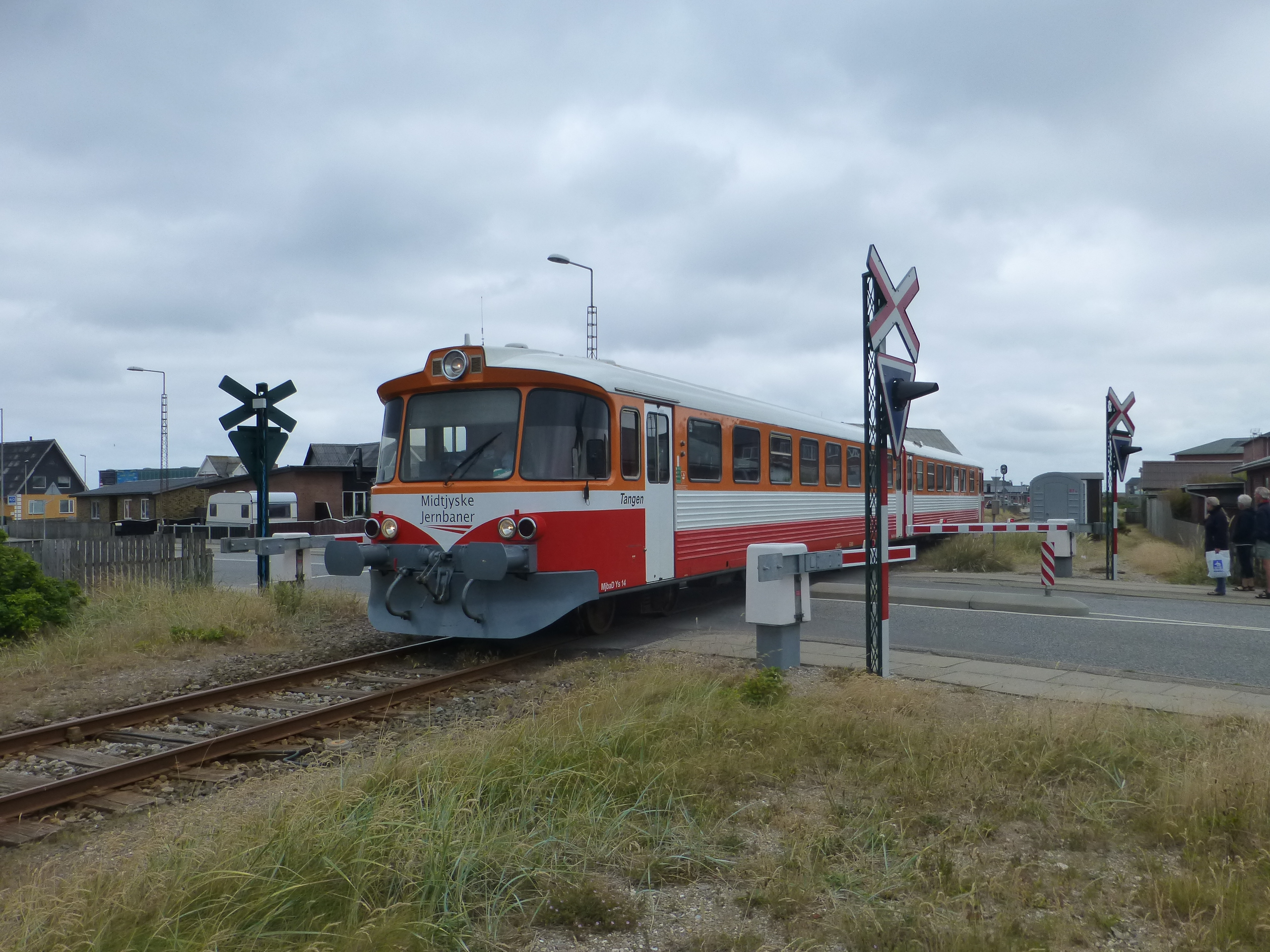
Järnvägskorsningen vid Harboørevej
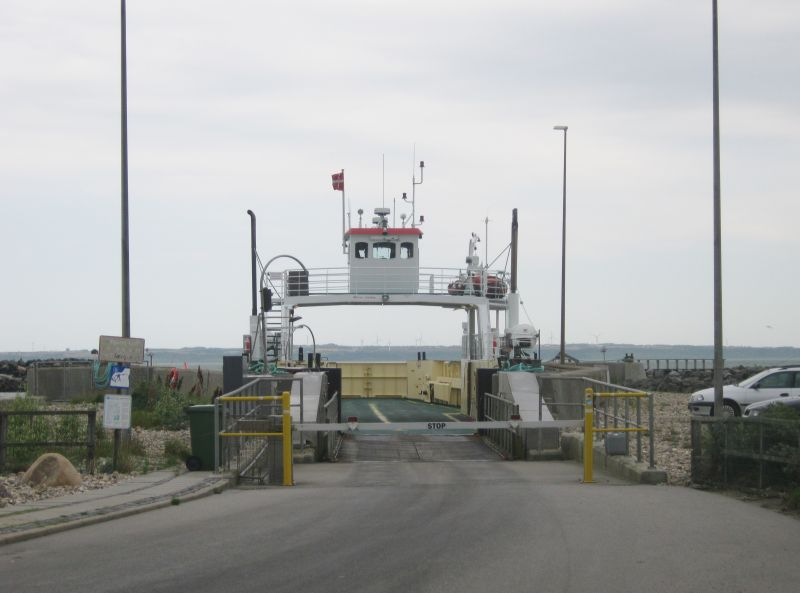
Färjan mellan Thyborøn och Agger Tange